# Мрежов протокол
Мрежов протокол е система от стандартни правила за обмяната на информация между процеси или компютри, които са свързани в една компютърна мрежа, и то по начин, гарантиращ успешната връзка между два или повече комуникационни апарата (крайни устройства). Комуникацията в тази мрежа се базира на множество протоколи с различни функции и се осъществява посредством обмяната на съобщения (пакети). Описаните в протокола правила дефинират каква информация се предоставя в пакетите и в какъв формат, за да се приеме от комуникационните партньори.
Най-често използваните протоколи са протоколите за пренасяне на данни през мрежа. Съществуват 2 модела за класификация на тези протоколи – OSI и TCP/IP.

## Типично съдържание на пакет
Пакетите съдържат:
- Адресите (IP адрес или хардуерен) на подателя и получателя
- тип на пакета (например дали се отнася за създаване или прекратяване на връзка)
- дължина на пакета
- сума за проверка на целостта на пакета (на английски: checksum)

Тази информация се поставя преди или след данните в даден пакет. Освен това някои протоколи дефинират определени секвенции от съобщения, които трябва да бъдат изпълнени, за да бъде създадена връзката между комуникационните партньори. Тази информация, наричана оувърхед (на английски: Overhead), натоварва допълнително мрежата, но е необходима за правилното доставяне на пакетите. Съществуват олекотени протоколи с по-малко допълнителна информация, но те са считани за несигурни и се ползват само при определени обстоятелства.

## Дефиниции в мрежовите протоколи
- Брой на комуникационните партньори: Ако получателят е само един – комуникацията е от тип уникаст (на английски: Unicast), при комуникация между повече партньори – тип мултикаст (на английски: Multicast).
- Ако информацията се предава само в едната посока, връзката се нарича симплекс (на английски: Simplex). Ако съобщенията в двете посоки се редуват последователно, връзката е от тип полудуплекс (англ. Halfduplex). Ако информацията се предава едновременно и в двете посоки на комуникация, връзката се нарича пълен дуплекс (на английски: Fullduplex).
- Роля на партньорите: ако са с еднакви роли, връзката е симетрична (също peer-to-peer), в противен случай – асиметрична. Типичен пример за асиметрична връзка е модела клиент-сървър (на английски: Client-Server-System), при който един от партньорите приема и обработва запитвания от много клиенти, които са инициаторите на връзката.
- Ако при дадено запитване се изисква отговор (например за създаване на връзка), комуникацията се нарича синхронна, в противен случай – асинхронна.
- Информацията може да е в пакети или във вид на непрекъснат поток от отделни знаци (на английски: streaming).
- При протоколите с повече оуверхед се ползват определени поредици от пакети за дефиниране на начало и край на връзка. Такива протоколи осигуряват транспорта на пакети в определен ред и повторното им пращане, ако не стигнат до получателя. Други протоколи не предлагат такива функции, но имат по-малко оувърхед и комуникацията е по-бърза.

## Функции на модерните протоколи
- Сигурно и надеждно осъществяване на връзка между комуникационните партньори.
- Надеждно доставяне на пакетите на желаните получатели.
- Повторно пращане на неполучени пакети.
- Ползване на контролната сума за проверка на целостта на пакета.
- Събирането на пакетите в правилната поредица за изграждането на цялостната информация (като се има предвид, че информацията се разделя при транспортиране на множество малки пакети).
- Възпрепятстване на нежелан достъп и промяна на информацията (кодиране).

## Примери
Най-добре познатата сфера на употреба на мрежовите протоколи е интернет:
- отваряне на страници – протоколите HTTP или HTTPS
- изпращане на електронна поща – протокол SMTP
- сваляне на данни – FTP, HTTP или HTTPS

Протоколите се базират отчасти един на друг.

## История
През 1968 г. се провеждат опити за начина на действие на компютърни мрежи. Резултат от опитите е проектът ARPANET. В мрежата са поставени допълнителни компютри, които да поемат администрацията на комуникацията между клиентите. ARPANET е публично представена през 1972 г. и през следващите години се разраства.